# اسپاتریا
latitudeاسپاتریاlongitudeاسپاتریا
اسپاتریا (به انگلیسی: Aspatria) یک منطقهٔ مسکونی در انگلستان است که در شمال غربی انگلستان واقع شده‌است.

## خصوصیات
اسپاتریا ۲٬۷۱۸ نفر جمعیت دارد.